# فاسيلي كرافيتس
فاسيلي كرافيتس (بالأوكرانية: Кравець Василь Русланович)‏ (20 أغسطس 1997 بلفيف في أوكرانيا - ) هو لاعب كرة قدم أوكراني في مركز الدفاع. شارك مع منتخب أوكرانيا تحت 16 سنة لكرة القدم ومنتخب أوكرانيا تحت 17 سنة لكرة القدم ومنتخب أوكرانيا تحت 18 سنة لكرة القدم. أما مع النوادي، فقد لعب مع نادي كارباتي لفيف ونادي لوغو.

## روابط خارجية
- فاسيلي كرافيتس على موقع الاتحاد الأوربي (الإنجليزية)
- فاسيلي كرافيتس على موقع اتحاد أوكرانيا (الإنجليزية)
- فاسيلي كرافيتس على موقع قاعدة بيانات كرة القدم.إي يو (الإنجليزية)
- فاسيلي كرافيتس على موقع Soccerbase.com (لاعب) (الإنجليزية)
- فاسيلي كرافيتس على موقع Soccerway.com (الإنجليزية)
- فاسيلي كرافيتس على موقع عالم كرة القدم.نت (الإنجليزية)